# Liberty (Indiana)
Liberty es un pueblo ubicado en el condado de Union en el estado estadounidense de Indiana. En el Censo de 2010 tenía una población de 2133 habitantes y una densidad poblacional de 958,74 personas por km². Se encuentra al este del estado, cerca de la frontera con Ohio. 

## Geografía
Liberty se encuentra ubicado en las coordenadas 39°38′6″N 84°55′30″O / 39.63500, -84.92500. Según la Oficina del Censo de los Estados Unidos, Liberty tiene una superficie total de 2.22 km², de la cual 2.22 km² corresponden a tierra firme y (0.23%) 0.01 km² es agua.

## Demografía
Según el censo de 2010, había 2133 personas residiendo en Liberty. La densidad de población era de 958,74 hab./km². De los 2133 habitantes, Liberty estaba compuesto por el 96.77% blancos, el 0.75% eran afroamericanos, el 0.28% eran amerindios, el 0.42% eran asiáticos, el 0.09% eran isleños del Pacífico, el 0.8% eran de otras razas y el 0.89% pertenecían a dos o más razas. Del total de la población el 1.55% eran hispanos o latinos de cualquier raza.